# Kaafu

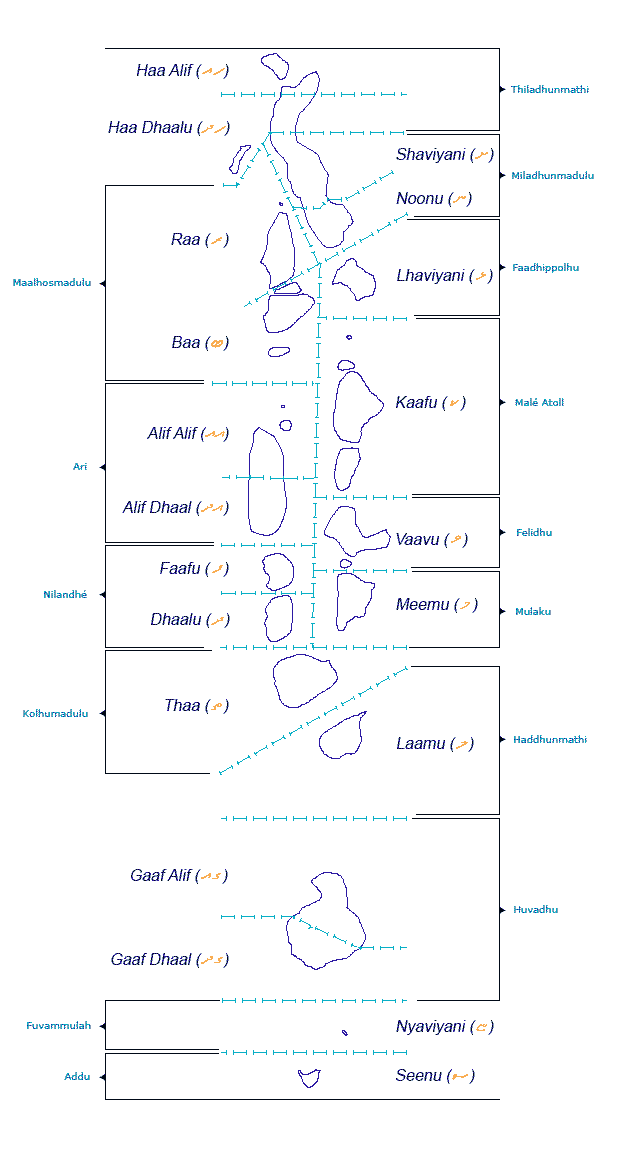
Podział administracyjny Malediwów

Kaafu – atol administracyjny, jedna z 21 jednostek administracyjnych Malediwów. Oficjalna nazwa to: Malé Atholhu.

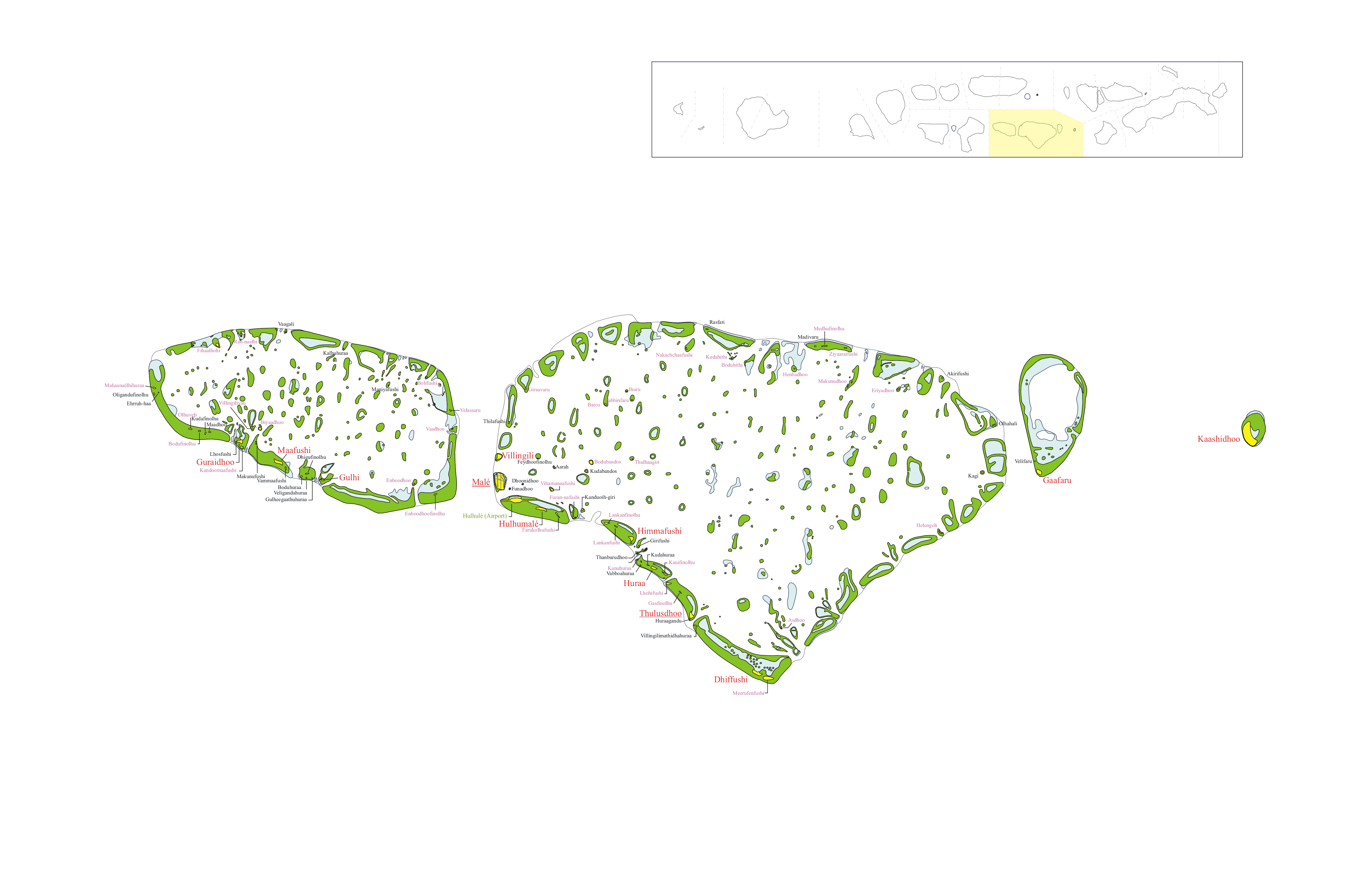
Kaafu

Obejmuje swym terytorium Maale Uthuruburi (bez wysp Male i Hulule), Maale Dhekunuburi, Gaafaru, Kaashidhoo, a jego stolicą jest Thuludhoo. W 2006 zamieszkiwało tutaj 839 osób.